# Diplectrona candidana
Diplectrona candidana is een schietmot uit de familie Hydropsychidae. De soort komt voor in het Oriëntaals gebied.